# 39 Sextantis
39 Sextantis är en orange jätte i Sextantens stjärnbild.
39 Sextantis har visuell magnitud +7,08 och kräver fältkikare för att kunna observeras. Den befinner sig på ett avstånd av ungefär 575 ljusår.